# 蕭乾元
蕭乾元（1463年—1527年），字必充，號石岩，江西吉安府萬安縣人，明朝政治人物、同進士出身。

## 生平
弘治八年（1495年）乙卯科江西鄉試第八名舉人，弘治十二年（1499年），登己未科進士，十四年授行人司行人，奉命出使安南。十八年十一月擢授南京山東道試監察御史，督税龍江钞关。正德初年，八党乱政，蕭乾元与十三道御史陸崑、薄彥徽、葛浩、貢安甫、王蕃、王弘、史良佐、李熙、任諾、姚學禮、張鳴鳳、蔣欽、曹閔、黃昭道等联名上疏请求罢免太监馬永成、魏彬、劉瑾、傳興、羅祥、谷大用等人。昭道、王弘、乾元三人被令于南京廷杖，又被罷免官职。正德五年劉瑾死後，詔復其職致仕。十二年（1517年）三月起为福建按察司佥事，分巡建宁道，嘉靖元年（1522年）五月升云南按察司副使、整饬金腾兵备。五年以母病乞致仕归。次年母亲去世，乾元亦以十月病逝，享年六十五。

## 家族
曾祖萧学贤。祖父萧鹗。父亲萧缵，以國子生舉應天府乡试，官至潜江县知县。母羅氏。具庆下。